# Bracketing
Ne doit pas être confondu avec Imagerie à grande gamme dynamique.
Le bracketing, ou, au Québec, « prise de vue en fourchette », est une technique photographique couramment utilisée par les photographes, qui consiste à réaliser rapidement plusieurs prises de vue d'une même scène, en faisant varier un ou plusieurs paramètres de prise de vue.
Cette technique offre la possibilité soit de choisir la meilleure photographie en différé parmi plusieurs prises de vue d'une même scène, pour augmenter ses chances d'obtenir une photographie réussie, soit de combiner les zones les plus intéressantes de chacune de ces images. Son usage est recommandé lorsqu'il est difficile d'obtenir une image satisfaisante avec une seule prise de vue, et notamment lorsqu'une faible variation d'un paramètre présente un impact important sur l'image.
L'application du bracketing implique que les objets de la scène soient immobiles, et que l'appareil photo ne bouge pas. L'utilisation d'un trépied est recommandée.

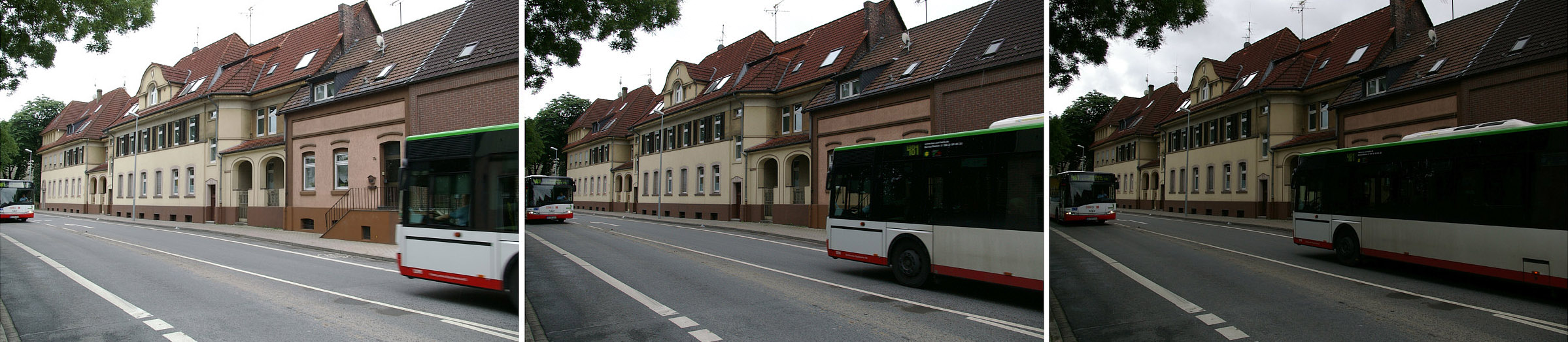
Le bracketing n'est pas adapté aux objets en mouvement, tels que ci-dessus.

Par défaut, le terme « bracketing » se réfère couramment au bracketing d'exposition. Il existe cependant plusieurs types de bracketing. Initialement, cette fonctionnalité n'était disponible que pour l'exposition. Par la suite, les fabricants d'appareils-photo l'ont progressivement adapté à d'autres paramètres de prise de vue.

## Types de bracketing

### Bracketing d'exposition (AEB)

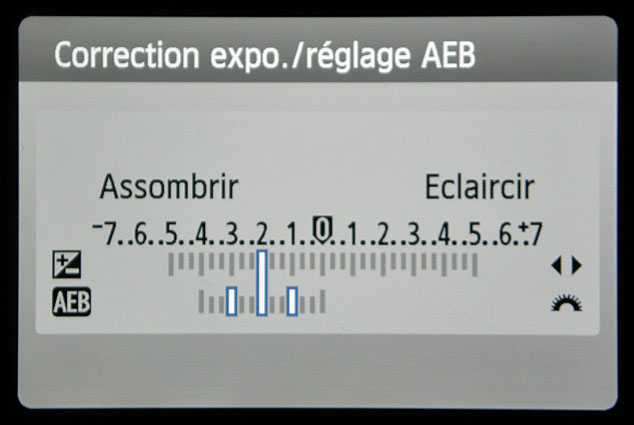
Exemple de réglage du bracketing d'exposition automatique (AEB), centré sur une exposition de -2, et avec une variation de +/-1. L'appareil-photo est configuré pour effectuer, en un seul déclenchement, 3 prises de vue successives aux expositions automatiques suivantes : -3, -2 et -1.

Le bracketing d'exposition consiste à prendre une série de photographies successives en un seul déclenchement, l'exposition variant automatiquement entre les prises de vue. La variation d'exposition est obtenue en changeant le temps de pose et/ou l'ouverture.
Cette fonctionnalité est utilisée dans les cas où la détermination des valeurs d'exposition est difficile (situation de fort contre-jour par exemple, ou lorsque des reflets multiples faussent la mesure de l'exposition par la cellule ou le posemètre), ou encore simplement par sécurité.
Le bracketing d'exposition convient particulièrement à la photographie numérique, du fait de la dynamique généralement limitée des capteurs. La capture d'une scène très contrastée, comme un coucher de soleil avec un personnage en contre-jour, donne lieu à de fortes sur-expositions (zones saturées à 100 %, dites « brûlées ») ou de fortes sous-expositions (perte des détails, car noyés dans le bruit d'image du capteur). Un bracketing important (de -7 à +7 par exemple) permet d'obtenir une image (A) dont les zones les plus claires ne sont pas sur-exposées (le ciel du couchant) et une image (B) dont les zones les plus sombres ne sont pas sous-exposées (un personnage, un bâtiment). Ces images peuvent ensuite être combinées selon deux familles de techniques logicielles différentes :
- la création de fichier HDR (High Dynamic Range) faisant appel à la fusion des images et à une redistribution tonale (voir l'article Imagerie à grande gamme dynamique) ;
- la fusion d'exposition : ce traitement permet de prendre la meilleure partie de chacune des images exposées et de les combiner en une seule. Plusieurs logiciels peuvent être utilisés : Enfuse, Photomatix Pro et Photoshop... Pour Photoshop, le principe revient à définir des masques de fusion sur les calques contenant chaque image : ainsi, les zones dégradées d'une image sont partiellement ou totalement masquées par combinaison avec les mêmes zones d'une autre image.

Un utilisateur expérimenté peut utiliser plus de deux images, afin de disposer, pour chaque détail de l'image, du domaine de la plus forte dynamique du capteur (gris 18 % ou neutre, voir zone system). Cela dépend des capacités intrinsèques des appareils.

### Bracketing d'exposition au flash (FEB)
Ce type de bracketing permet de travailler avec le flash électronique, notamment lorsqu'il est utilisé comme flash d'appoint (fill-in) en association avec la lumière existante, pour éclaircir les parties d'une image qui seraient autrement sous-exposées. La quantité de lumière fournie par le flash varie sur une certaine plage, afin de trouver la combinaison la plus agréable de la lumière ambiante avec le flash d'appoint.

### Bracketing de profondeur de champ
Ce type de bracketing consiste à modifier l'ouverture entre chaque photo prise, tout en conservant la même exposition.
Le piqué variant généralement avec l'ouverture et n'étant généralement pas maximal à pleine ouverture, le bracketing de profondeur de champ peut être utilisé pour maximiser le piqué dans la zone nette tout en conservant une profondeur de champ faible et donc un flou d'arrière ou d'avant-plan important. Des techniques de fusion d'images sont utilisées pour mélanger les différentes prises de vue : avec deux prises de vue, une à très grande ouverture avec une faible profondeur de champ et une seconde à plus petite ouverture avec un meilleur piqué, on utilise alors pour la zone nette la prise de vue ayant le meilleur piqué (ouverture la plus petite) et pour la zone floue, la prise de vue ayant la plus faible profondeur de champ (ouverture la plus grande).

### Bracketing de la mise au point (focus bracketing)
Ce type de bracketing consiste à prendre une série de photographies avec différentes distances de mise au point. Il intéresse la macrophotographie lorsque la profondeur de champ est faible par rapport au sujet représenté. Il permet de choisir, parmi plusieurs photographies, celle qui représente le mieux le sujet en termes de netteté, ou encore de combiner par traitement d'images (focus stacking) les zones les plus nettes de chacune des photographies.

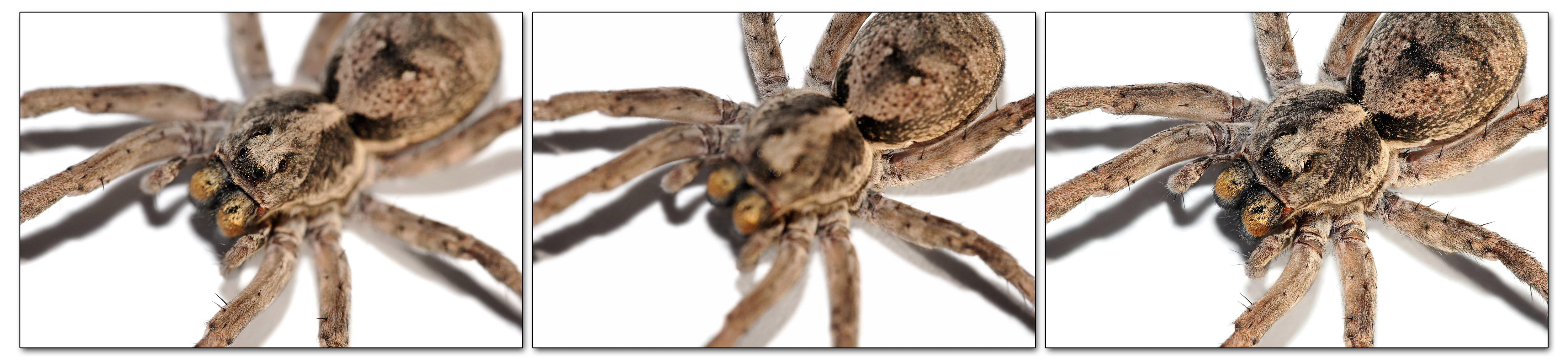
Série de photographies illustrant le principe du bracketing de la mise au point. Les photographies de gauche et du centre montrent des simples prises de vue à f/11 avec les détails de l'araignée respectivement en avant-plan et en arrière-plan. La photographie de droite montre le résultat de la combinaison réalisée par traitement numérique de 8 prises de vue différentes, avec des mises au point incrémentées progressivement. La modification du grossissement d'un facteur 0,5 % entre chaque photographie (100 %, 100,5 %, …, 103,5 %) a été nécessaire.

Ce traitement d'image est difficile, car outre que le sujet doit être immobile (comme pour les autres types de bracketing), la variation de la mise au point entraîne automatiquement celle du grossissement. Le logiciel de traitement d'image doit donc prévoir également la compensation de cette variation du grossissement.

### Bracketing de la balance des blancs (WBB)
Le bracketing de la balance des blancs permet de composer avec un éclairage mixte, en utilisant plusieurs images d'une même scène, dont les teintes s'étendent du bleuâtre au rougeâtre.
Si l'appareil-photo prend en charge le format RAW, ce type de bracketing ne nécessite pas plusieurs prises de vue, mais juste le traitement des données brutes du capteur en effectuant différents réglages de la balance des blancs.

### Bracketing de la sensibilité
Ce type de bracketing permet de modifier la sensibilité sur un intervalle défini. Certains appareils photo numériques compacts comme les Nikon Coolpix permettent cela.